# Olga Zavjalovová
Olga Viktorovna Zavjalovová (rusky: Ольга Викторовна Завьалова, anglicky často nepřesně jako Savialova, *24. srpna 1972 Beguncy, Leningradská oblast) je ruská běžkyně na lyžích, dvojnásobná mistryně světa.

## Kariéra
Od roku 1992 patří Zavjalovová do ruské reprezentace, ale na úspěchy musela dlouho čekat. Už v roce 1995 se dostala do první desítky ve stíhacím závodě mistrovství světa v Thunder Bay, kde skončila devátá, a byla pátá v konečném pořadí světového poháru, ale první medaili vybojovala až o osm let později. Na mistrovství světa ve Val di Fiemme obsadila třetí místo ve skiatlonu a vyhrála titul mistryně světa v závodě na 30 kilometrů volnou technikou, patnáct sekund před svou krajankou Burukinovou. O dva roky později zaznamenala své první a do roku 2007 poslední vítězství v závodu světového poháru, na mistrovství světa v Oberstdorfu ale zaznamenala nejlepší výsledek jen šestým místem na 10 km volně, v závodě, který vyhrála o 33 sekund rychlejší Kateřina Neumannová.
Přestože byla jednou z favoritek na medaile při zimních olympijských hrách v Turíně, nejlépe dopadla až sedmá ve skiatlonu a devátá na oblíbené třicítce.
Na mistrovství světa v severském lyžování 2007 v Sapporu ale vybojovala podruhé v životě světové zlato ve skiatlonu, ve finiši půl sekundy před Neumannovou. V závodě na 10 kilometrů volně s Neumannovou prohrála a získala stříbro.
Jejím vzorem vždy byla Raisa Smetaninová.

## Soukromý život
Žije v Krasnogorsku v Moskevské oblasti. Je vdaná za Andreje, který řídí firmu na výrobu nábytku. Má jedno dítě.